# Harpiphorus
Harpiphorus är ett släkte av steklar som beskrevs av Hartig 1837. Harpiphorus ingår i familjen bladsteklar.
Släktet innehåller bara arten Harpiphorus lepidus.